# Poranthera coerulea
Poranthera coerulea är en emblikaväxtart som beskrevs av Otto Karl Anton Schwarz. Poranthera coerulea ingår i släktet Poranthera och familjen emblikaväxter. Inga underarter finns listade i Catalogue of Life.